# Wybory parlamentarne w Mongolii w 1963 roku

Kolorem czerwonym zaznaczono udział MPL

Wybory parlamentarne odbyły się w Mongolii 9 czerwca 1963 roku. W tym czasie kraj był państwem jednopartyjnym, rządzonym przez Mongolską Partię Ludową. MPL zdobyło 216 z 270 miejsc, a pozostałe 54 miejsc zajęli bezpartyjni kandydaci, którzy zostali wybrani przez MPL, ze względu na ich status społeczny. Frekwencja wynosiła 100%, a tylko 13 głosujących nie oddało głosu.

## Wyniki
| Partia      | Przywódca            | Lista zajętych miejsc | +/- |
| ----------- | -------------------- | --------------------- | --- |
| MPL         | Jumdżaagijn Cedenbal | 216                   | +9  |
| bezpartyjni | brak                 | 54                    | -6  |